# 穆爾角 (帕爾默地)
70°30′S 67°53′W / 70.500°S 67.883°W
穆爾角（英語：Moore Point）是南極洲的海岬，位於帕爾默地西岸，在1936年由英國探險隊測量，以隨隊的工程師命名，該海岬現時由南極條約體系管理。